# Ferestraș moțat
Ferestrașul moțat (Mergus serrator) este o specie de rață originară din cea mai mare parte a emisferei nordice. Migrează în fiecare an de la locurile de reproducere de pe lacuri și râuri către zonele de iernare, în principal de coastă, fiind singura specie din genul Mergus care frecventează apa sărată. În afara sezonului de reproducere, formează stoluri care sunt de obicei mici, dar care pot ajunge la 100 de indivizi. Populația mondială a acestei specii este stabilă, deși în Europa specia este amenințată de pierderea habitatului și de alți factori.

## Taxonomie
Ferestrașul moțat a fost descris oficial în 1758 de naturalistul suedez Carl Linnaeus în cea de-a zecea ediție a lucrării sale Systema Naturae, sub denumirea binomială actuală de Mergus serrator. Denumirea genului Mergus este un cuvânt latin folosit de Pliniu cel Bătrân și alți autori romani pentru a se referi la o pasăre de apă nespecificată. Epitetul specific serrator înseamnă „fierăstrău” în latină și provine de la serra, care înseamnă fierăstrău. Se referă la proeminențele în formă de fierăstrău de pe ciocul păsării, care îi permit să agațe peștii alunecoși, prada sa cea mai frecventă. Specia este monotipică: nu sunt recunoscute subspecii.

## Galerie

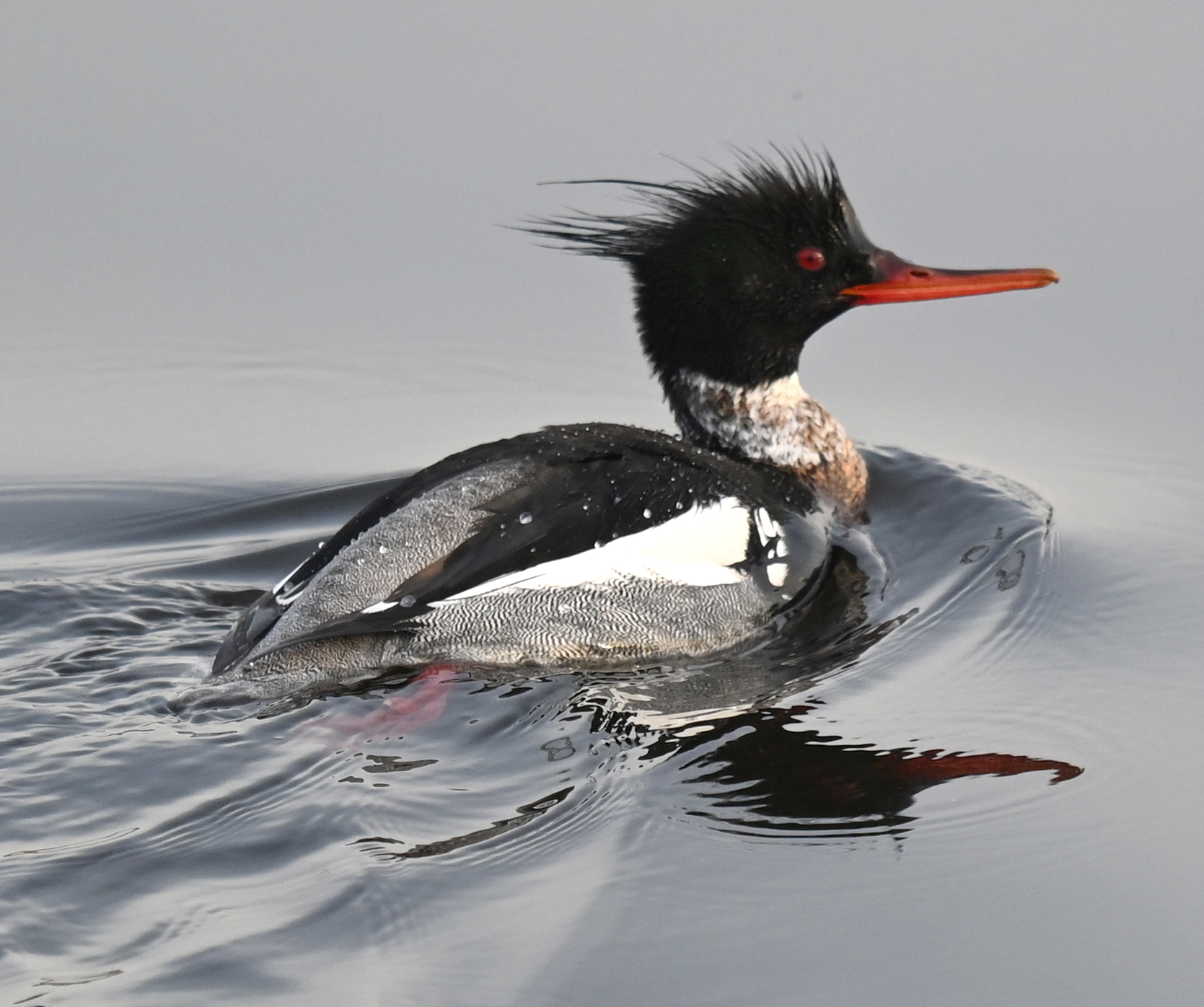
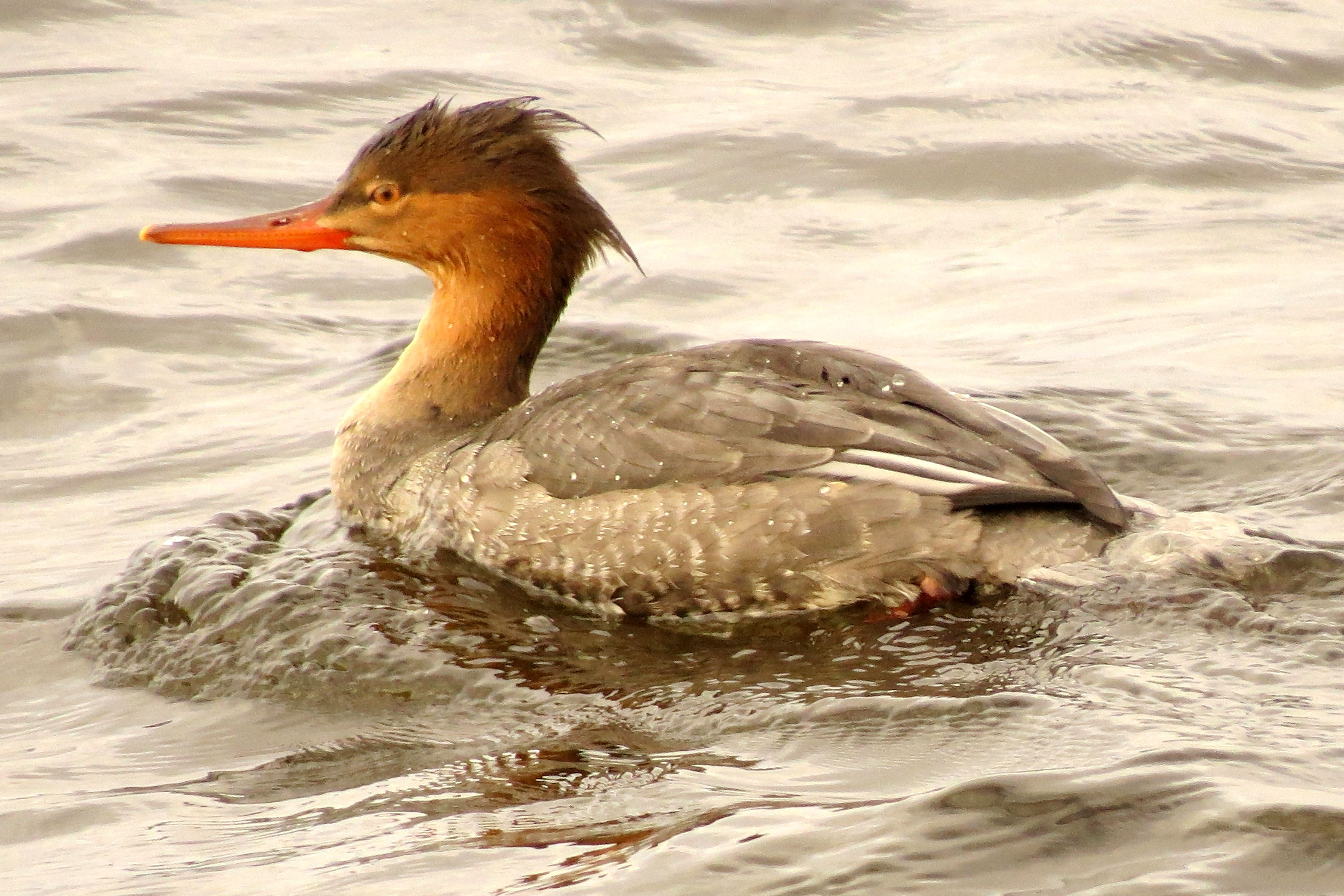
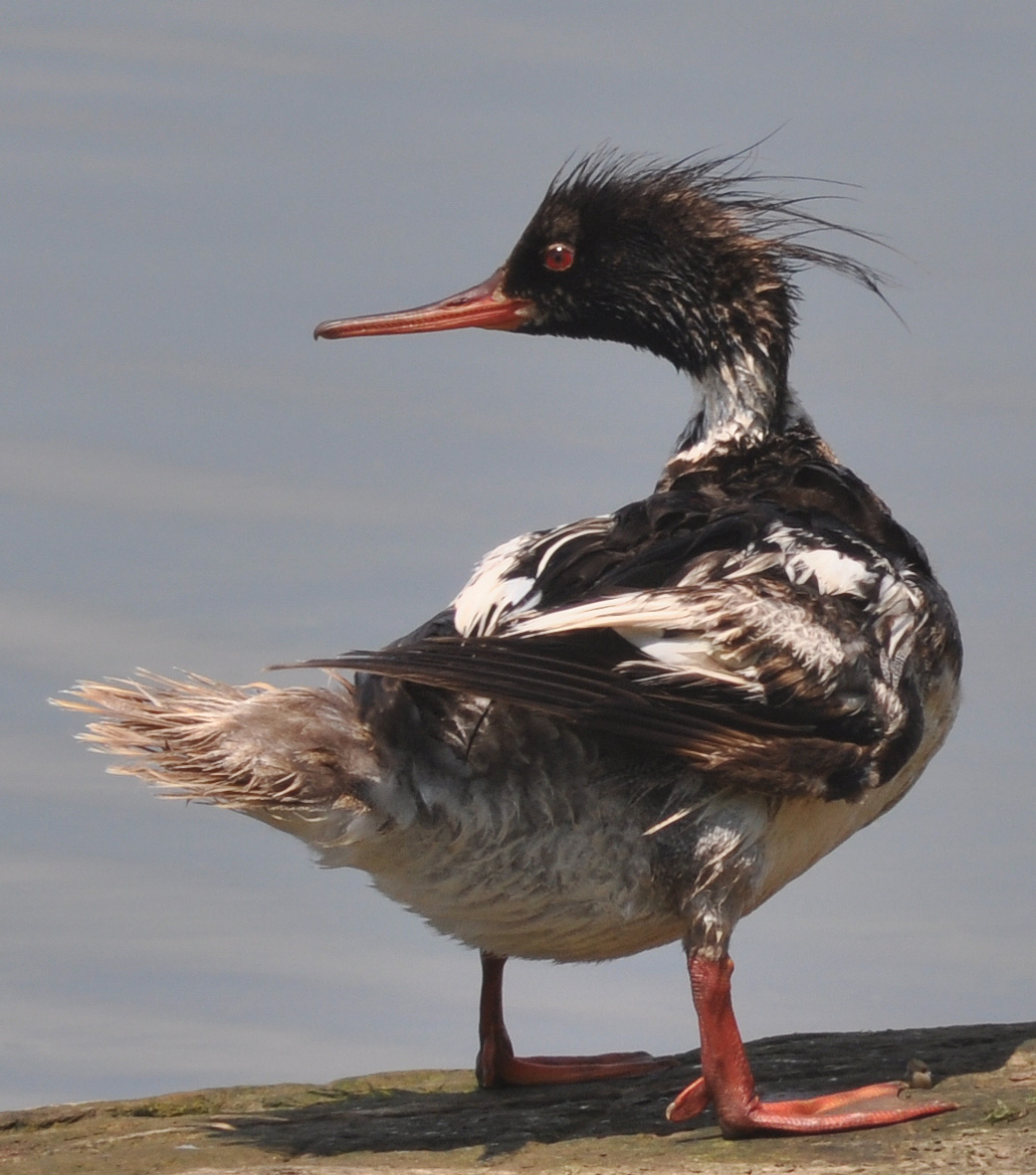
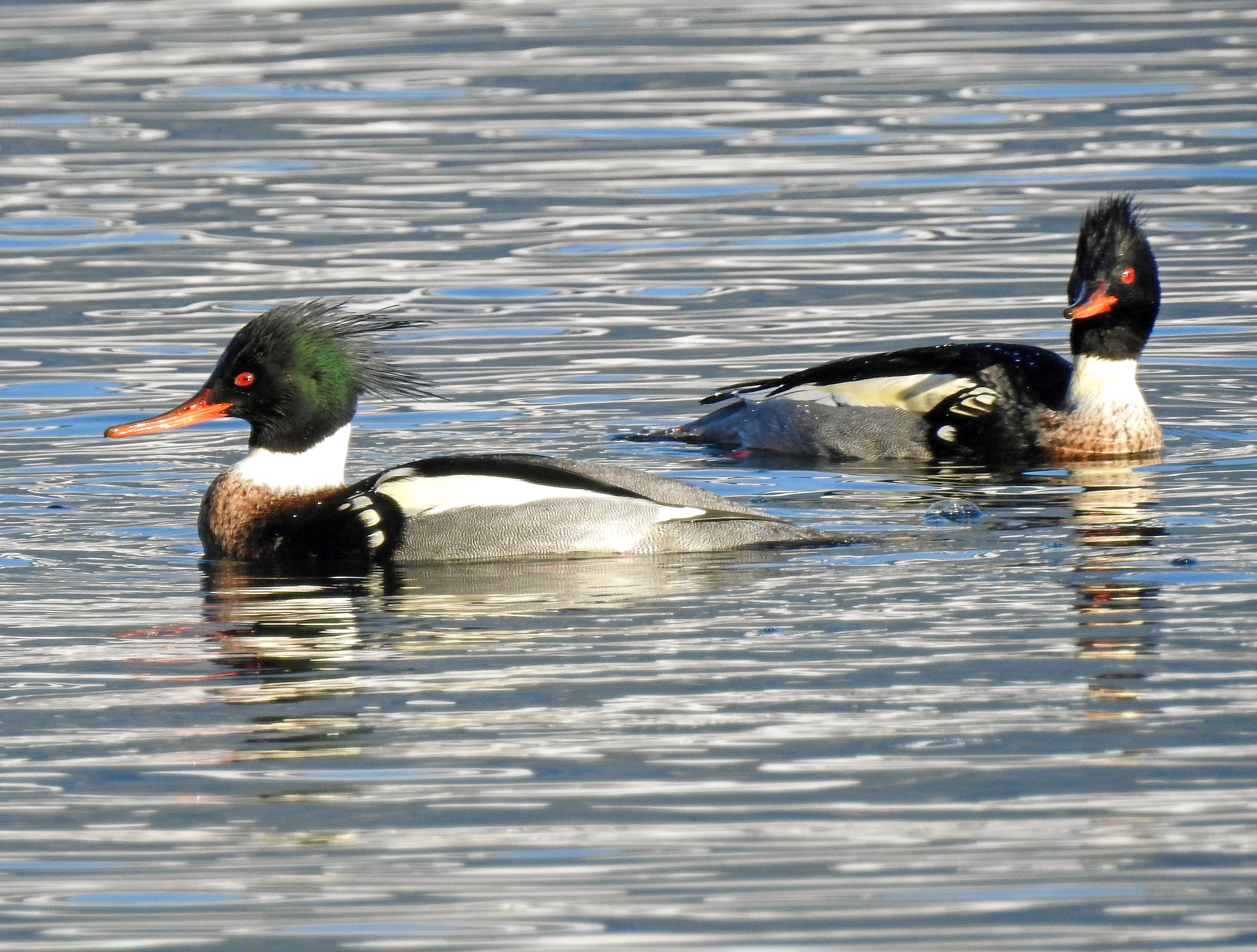